# پژروو
پژروو (به لهستانی:  Przyrów) یک روستا در لهستان است که در گمینا پژروو واقع شده‌است. پژروو ۱٬۲۲۲ نفر جمعیت دارد.